# Gymnobela eugenia
Gymnobela eugenia é uma espécie de gastrópode do gênero Gymnobela, pertencente a família Raphitomidae.